# آندریا کاپون
آندریا کاپون (انگلیسی: Andrea Capone؛ ‏۸ ژانویهٔ ۱۹۸۱ – ۲۹ سپتامبر ۲۰۲۴) بازیکن فوتبال اهل ایتالیا بود.
از باشگاه‌هایی که وی در آنها بازی کرد، می‌توان به باشگاه فوتبال کالیاری، باشگاه فوتبال سالرنیتانا، و باشگاه فوتبال ویچنزا اشاره کرد.